# سه‌خشتی
سه خشتی، یک قالب شعر است که تاریخچه چند هزار ساله در بین کردهای خراسان دارد. این قالب از سه مصراع تشکیل می‌شود و در هر سه مصراع آن، قافیه وجود دارد. این سه خشتی‌ها به زبان محاوره سروده می‌شوند و معمولاً فاقد وزن شعری شفاف هستند. پیرمردان و پیرزنان خراسانی سه خشتی‌های زیادی را حفظ هستند که شاعر آن نا مشخص است. امروزه شاعران کرد خراسان به این قالب علاقهٔ خاصی دارند و سه خشتی‌هایی در هفت یا هشت هجا می‌سرایند که همان ویژگی‌های سه خشتی‌های محاوره ای و تاریخی را دارد.
سه خشتی‌ها گاه به هایکوهای ژاپنی می‌ماند گاه خودش است. گاهی برشی از یک تصویر بزرگ است- گاه عبور بادی است در علفزار- گاه رعدی در آسمان. سه خشتی بازمانده شعر خسروانی عهد ساسانی است که بعد از حمله عرب به ایران رفته رفته خاصه در زبان پهلوی و فارسی از بین رفت. اما کرمانج‌ها توانستند آن را حفظ کنند وتا امروز ادامه دهند امروز این قالب را یکی از زیباترین قالب‌های شعری دانسته‌اند. اغلب این اشعار به دلیل وزن قافیه و هجای کوتاه این ویِژگی را دارند که هر کس به فراخور دل خویش به هر آهنگی و مقامی آن را بخواند. شعر کرمانج هم نفس موسیقی رقص و زندگی آنهاست. سرایندگان این نوع شعر از دیر باز مردم عادی و بی سواد بوده‌اند زنان و مردان -دختران و پسران جوان- چوپانی در تپه‌ها – پیری در ایل- آواز خوانی در راه – نوازنده ای در کوه.
این پاراگراف مستقیما از مقدمه کتاب سه خشتی (ترانه های کوچک کرمانج )نوشته گردآوری و ترجمه هیوا مسیح ( بدون ذکر منبع) ذکر شده است.
سه خشتی‌ها علاوه بر زندگی سینه به سینه نخستین بار در سال ۱۹۲۷ پس از سالها تلاش و گردآوری توسط ایران پِژوه و کرمانج پِژوه روسی در مجله آسیایی بنگال منتشر و سپس در قالب کتابی به چاپ رسید. سالها پیش نیز تعدادی از این اشعار توسط کرمانج پژِوه کلیم‌الله توحدی (کانیمال) منتشر شد.
سه خشتی یکی از قالب‌های بی بدیل در شعر ایران و جهان است کرمانج‌ها (کردها) دو قالب شعری خود را از ابتدای تاریخ خود حفظ کرده‌اند .(لوبانگی) و سه خشتی.
سه خشتی‌های کُردی کُرمانجی خراسان (Sê Xiştîyên Kurmancî yê Xorasanê) به ثبت ملی رسید. پرونده این اثر معنوی توسط خانم گلی شادکام به سازمان میراث فرهنگی خراسان رضوی ارائه و با حضور و دفاع ایشان در جلسه ثبت در تاریخ سوم بهمن ماه با آراء کامل در زمره میراث معنوی ایران به ثبت رسید.

## شعر سه خشتی
تو له بلند ئه ز له نالی
نالی بیژه ن کرمه چالی
دانه سه ر می ته خته سالی
چاوینه ره ش کانیی کانِیی
من کلدانه ک ژی را هانیی
چاوان پر ره شن کل هلنایی
چیا سارن جؤلگه گه رمن
کویی یاری دا سه ری من
وی خا دایه هه مه ری من
داری مه رخی چ گلوره
سینگی یاری ژ ه بلوره
هیفا وی کو ژمه دوره
که چکان کوچ کر چونه ئاوی
تاو خارنه کوچه باغی
لاوک چونه له سؤراغی
ژه کوچی دا هاتم چومو
ژه نؤنکی لنگان بوومو
تا وه رندی ئاشنا بوومو